# Pop Express
Pop Express bio je specijalizirani časopis posvećen pop glazbi koji je izlazio u Zagrebu tijekom sedamdesetih godina prošlog stoljeća. 

## Povijest časopisa
Prvi broj Pop Expressa, izašao je 10. veljače 1969. godine, a izdavao ga je Centar za kulturnu djelatnost omladine, Zagreb. Pop Express je bio dvotjednik (izlazio je svakog drugog ponedjeljka u mjesecu) po uzoru na slične novine, poput američkog Rolling Stone, koji je počeo izlaziti svega dvije godine ranije (1967.). Teme ovog časopisa bile su vijesti iz svijeta pop i rock glazbe, a to je onda značilo napisati neki osvrt o najnovijim uradcima Jimija Hendrixa, Beatlesa, ali isto tako o osječkoj grupi Dinamiti ili šibenskoj grupi Mi. Kao i objaviti da će Al Bano (tada slavni talijanski pjevač) uskoro gostovati u Zagrebu. List je objavljivao (po uzoru na slične britanske i američke novine) svoju top ljestvicu, ali je objavljivao i solidnu poeziju (na zadnjoj stranici). Imao je vrlo dobru i aktualnu grafičku obradu, kao i solidnu fotografiju (crno-bijelu).

#### Top lista Pop expressa iz prvoga broja (10. veljače 1969.)
- 1. Fleetwood Mac - Albatross
- 2. Move - Blackberry Way
- 3. Peter and Pavel - Laska
- 4. Eric Burdon - Ring Of Fire
- 5. Marmalade - Ob-La-Di, Ob-La-Da
- 6. Wilson Pickett - Hey Jude
- 7. Mary Hopkin - Lontano Dai Occhi
- 8. Herman Hermits - Something's Happening
- 9. Gun - Race With The Devil
- 10. Troggs - Evil Woman
- 11. Cream - White Room
- 12. Jethro Tull - Love Story
- 13. Peter Holm - Monia
- 14. Dusty Springfield - Son Of A Preacher Man
- 15. Nina Simone - To Love Somebody

#### Urednici:
- Ranko Antonić
- Veljko Despot
- Ivica Đukić
- Toni Nardić
- Pavle Werner
- Darko Stuparić (glavni i odgovorni urednik)

#### Grafičko oblikovanje
- Mihajlo Arsovski
- Zoran Zozo Pavlović